# Liste der Baudenkmale in Fredersdorf-Vogelsdorf
In der Liste der Baudenkmale in Fredersdorf-Vogelsdorf sind alle Baudenkmale der brandenburgischen Gemeinde Fredersdorf-Vogelsdorf und ihrer Ortsteile aufgelistet. Grundlage ist die Veröffentlichung der Landesdenkmalliste mit dem Stand vom 31. Dezember 2021.

## Legende
In den Spalten befinden sich folgende Informationen:
- ID-Nr.: Die Nummer wird vom Brandenburgischen Landesamt für Denkmalpflege vergeben. Ein Link hinter der Nummer führt zum Eintrag über das Denkmal in der Denkmaldatenbank. In dieser Spalte kann sich zusätzlich das Wort Wikidata befinden, der entsprechende Link führt zu Angaben zu diesem Denkmal bei Wikidata.
- Lage: die Adresse des Denkmales und die geographischen Koordinaten. Link zu einem Kartenansichtstool, um Koordinaten zu setzen. In der Kartenansicht sind Denkmale ohne Koordinaten mit einem roten beziehungsweise orangen Marker dargestellt und können in der Karte gesetzt werden. Denkmale ohne Bild sind mit einem blauen bzw. roten Marker gekennzeichnet, Denkmale mit Bild mit einem grünen beziehungsweise orangen Marker.
- Bezeichnung: Bezeichnung in den offiziellen Listen des Brandenburgischen Landesamtes für Denkmalpflege. Ein Link hinter der Bezeichnung führt zum Wikipedia-Artikel über das Denkmal.
- Beschreibung: die Beschreibung des Denkmales
- Bild: ein Bild des Denkmales und gegebenenfalls einen Link zu weiteren Fotos des Baudenkmals im Medienarchiv Wikimedia Commons

## Baudenkmale in den Ortsteilen

### Fredersdorf
| ID-Nr.            | Lage                             | Bezeichnung                                                                         | Beschreibung | Bild                                                 |
| ----------------- | -------------------------------- | ----------------------------------------------------------------------------------- | --- | ---------------------------------------------------- |
| 09180435 Wikidata | Ernst-Thälmann-Straße 15 (Lage)  | Dorfkirche und Gruftbau für Heinrich Graf von Podewils sowie Kirchhofsmauer mit Tor | Die evangelische Kirche wurde 1710 erbaut. Die Ausstattung im Inneren stammt aus der Bauzeit. Der Gruftbau für Heinrich Graf von Podewils steht nördlich der Kirche und wurde im Jahre 1780 erbaut. | weitere Bilder                                       |
| 09180899          | Ernst-Thälmann-Straße 30a (Lage) | Brennerei, Kuhstallruine und Taubenturm der ehemaligen Gutsanlage                   | | weitere Bilder                                       |
| 09180436          | Fließstraße / Parkstraße (Lage)  | Landschaftspark der Gutsanlage                                                      | | weitere Bilder                                       |
| 09180437          | Lindenstraße 3 (Lage)            | Rathaus mit VdN-Denkmal auf dem Platz der Befreiung                                 | | weitere Bilder                                       |
| 09181030          | Schöneicher Allee (Lage)         | Friedhofskapelle mit Lebensbaumhecke und Lindenallee                                | Friedhofskapelle mit Lebensbaumhecke und Lindenallee | Friedhofskapelle mit Lebensbaumhecke und Lindenallee |
| 09181029          | Schöneicher Allee (Lage)         | Erbbegräbnis der Familie Bohm mit darauf ausgerichteter Lindenallee                 | Erbbegräbnis der Familie Bohm | weitere Bilder                                       |

### Vogelsdorf
| ID-Nr.            | Lage                   | Bezeichnung                                                                  | Beschreibung | Bild                                                                         |
| ----------------- | ---------------------- | ---------------------------------------------------------------------------- | --- | ---------------------------------------------------------------------------- |
| 09180702 Wikidata | Vogelsdorf (Lage)      | Dorfkirche                                                                   | Die evangelische Kirche wurde 1714 erbaut und in den Jahren 1937 bis 1939 umgebaut. Der Kanzelaltar im Inneren stammt aus dem Jahre 1714. | weitere Bilder                                                               |
| 09180842          | B 1 / B 5 (Lage)       | Meilenstein, bei km 64,7                                                     | Rundsockelstein, Aufschrift: „III MEILEN BIS BERLIN“                                                                                      | Meilenstein, bei km 64,7                                                     |
| 09180704          | Fröbelstraße 29 (Lage) | Sommerhaus „Waldesfrieden“ mit parkartigem Eckgrundstück und Zauneinfriedung | Sommerhaus des preußischen Kultusministers Adolph Hoffmann (1858–1930)                                                                    | Sommerhaus „Waldesfrieden“ mit parkartigem Eckgrundstück und Zauneinfriedung |